# 阿塞拉
阿塞拉（Asella 或 Asela）是埃塞俄比亞中部奧羅米亞州阿爾西地區的城市，距離首都亞的斯亞貝巴175公里，海拔2,430米。根據埃塞俄比亞中央統計局2012年人口普查的資料，阿塞拉人口約110,088。不少埃塞俄比亞田徑選手來自阿塞拉。